# Exomalopsis ypirangensis
Exomalopsis ypirangensis là một loài Hymenoptera trong họ Apidae. Loài này được Schrottky mô tả khoa học năm 1910.